# Lenty Frans
Lenty Frans, née le 8 février 1994 à Anvers, a été élue Miss Anvers 2016 puis Miss Belgique 2016. Elle est la 83e Miss Belgique.
Élue Miss World Europe 2016 par le comité Miss Monde, elle est la première belge à recevoir le titre de Miss World Europe.

## Biographie

### Enfance et formation
Lenty Frans est née le 8 février 1994 à Anvers. Lors de son couronnement en tant que Miss Belgique, elle faisait sa troisième année en médecine à l'Université catholique de Louvain. Passionnée de danse, elle a d’ailleurs dansé dans le Studio 100 de Gert Verhulst et d'Hans Bourlon en Flandre.

### Élection Miss Belgique 2016
Élue successivement Miss Anvers 2016, Lenty Frans est élue puis sacrée Miss Belgique 2016 le 9 janvier 2016 au Théâtre de Plopsaland de La Panne à l'âge de 21 ans. Elle succède Annelies Törös, Miss Belgique 2015.
Le prix de Miss Sympathie lui a été attribué. Le jury était composé notamment de la présidente du comité Darline Devos, du photographe Daniel Dedave, le chanteur Roberto Bellarosa, l'animateur de NRJ Michaël Espinho, la chanteuse sud-africaine Nádine, Annelien Coorevits, Miss Belgique 2007 ainsi que Virginie Claes, Miss Belgique 2006.
Pour la troisième année consécutive, la Région flamande remporte le titre de Miss Belgique. Lenty Frans offre par la même occasion à la province d'Anvers un doublé historique après la victoire d'Annelies Törös en 2015.
Ses dauphines : 
- 1re dauphine : Stéphanie Geldhof, Miss Flandre orientale.
- 2e dauphine : Bo Praet, 2e dauphine de Miss Flandre orientale.
- 3e dauphine : Emily Vanhoutte, Miss Flandre occidentale.
- 4e dauphine : Stéphanie Beerens, Crown Card de Miss Flandre orientale.
- 5e dauphine : Leïla Noumair, 1re dauphine de Miss Flandre orientale.

#### Parcours
- Miss Anvers 2016.
- Miss Belgique 2016 au Théâtre de Plopsaland de La Panne.
- Top 11 au concours Miss Monde 2016 au MGM National Harbor de Oxon Hill, aux États-Unis.

### Année de Miss Belgique
Lenty Frans annonce les résultats de la finale pour la qualification du représentant de la Belgique au Concours Eurovision de la chanson 2016 le 17 janvier 2016.
Elle représente la Belgique le 18 décembre 2016 à l'élection de Miss Monde 2016 au Maryland, aux États-Unis. Elle se classe dans le top 11. Il s'agit du meilleur résultat obtenu par la Belgique depuis 1996 où Laurence Borremans, Miss Belgique 1996 était classée dans le top 10. En étant la candidate européenne la mieux classée dans ce concours, elle reçoit le titre de Miss World Europe 2016, représentant donc l'Europe dans le monde et devenant la première belge à avoir reçu ce titre.
Le 14 janvier 2017, elle transmet son titre de Miss Belgique à Romanie Schotte, élue Miss Belgique 2017. 
Étant donné que les préparations de l'élection de Miss Univers 2016 ont débuté trois jours avant l'élection de Miss Belgique 2017, Romanie Schotte fut dans l'impossibilité de participer au concours. Lenty Frans était pressentie par les médias pour concourir à l'élection de Miss Univers 2016 aux Philippines. Seulement, elle ne pourra y assister en raison de sa période d'examens pour ses études de médecine. Elle est remplacée par sa première dauphine, Stéphanie Geldhof.